# William Chambers Morrow
William Chambers Morrow (7. července 1854 Selma, Alabama – 3. dubna 1923 Ojai, Kalifornie) byl americký spisovatel, známý svými krátkými příběhy hrůzy a napětí.

## Život
Narodil se v rodině Williama C. Morrowa (1815–1879) a Marthy rozené McCrearyové. Jeho sourozenci byli: Sarah Atkinson (1846), Georgia Maddox (1849–1906), Mattie (1852–1858), Mary Rabb (1853–1873), Lorenzo (1856–1864), Martha (1859), Donzella Lee (1863–1921).
Morrowův otec byl baptistický kazatel, majitel farmy a hotelu v Mobile v Alabamě. Americká občanská válka znamenala, že rodina přišla o své otroky. William Morrow ve věku patnácti let vystudoval Howard College (nyní Samford University) v Birminghamu. V roce 1876 provozoval otcův hotel.
Psát začal r. 1879 v Kalifornii, kde prodal své příběhy do The Argonaut a později novinám San Francisco Examiner. V těch se objevilo několik jeho nejpozoruhodnějších příběhů. Pravděpodobně nejznámějším příběhem se stal His Unconquerable Enemy (1889), o nesmiřitelné pomstě sluhy, jemuž byly na příkaz krutého rádži amputovány končetiny.
R. 1891 se oženil s Lydií E. Houghtonovou (1854–1928), se kterou měl jedno dítě, které se buď narodilo mrtvé, nebo zemřelo v dětství.
Jeho první román, Blood-Money (1882), byl obžalobou chování kalifornských železničních společností, které vytlačovaly osadníky z jejich země. Tajemný a napínavý román, A Strange Confession, který vycházel na pokračování v Californian v roce 1880–1881, nebyl nikdy publikován v knižní podobě. Jeho příběhy byly shromážděny ve sbírce The Ape, the Idiot and Other People. Morrow vydal dva romantické dobrodružné romány: A Man; His Mark a Lentala of the South Seas; novinářské dílo nazvané Bohemian Paris of Today a krátkou cestopisnou brožuru Roads Around Paso Robles (1904). R. 1899 Morrow otevřel školu pro spisovatele a v roce 1901 sepsal brožuru The Art of Writing for Publication.
Kritický esej o Morrowově práci lze nalézt v knize S. T. Joshiho The Evolution of the Weird Tale, ze které jsou převzaty výše uvedené informace.

## Dílo

### Sbírky povídek
- The Ape, the Idiot and Other People (1897)
- The Monster Maker and Other Stories (ed. S. T. Joshi and Stefan Dziemianowicz) (2000)

### Romány
- A Strange Confession (1880–1881)
- Blood-Money (1882)
- A Man; His Mark: A Romance (1900)
- Lentala of the South Seas (1908)

### Jiné
- "W. C. Morrow: Horror in San Francisco" in S. T. Joshi, The Evolution of the Weird Tale NY: Hippocampus Press, 2004, 13–17.
- Bohemian Paris of To-day
- The Art of Writing for Publication (1901)
- Roads Around Paso Robles (1904)
- Victorian horror stories [Let loose: Guy de Maupassant and Mary Cholmondeley – Cat: Samuel Savage – Beast from nowhere: Fitz-James O’Brien – Original revenge: W. C. Morrow – One silver bullet: unknown British author – Head of Jean Cabet: unknown French author] — retold by Mike Stocks; with introduction and notes by Anthony Marks; illustrations by Adrian Chesterman & Lee Stannard. London: Usborne Publishing, 2002

### V češtině
- Vězeň – ze sbírky Opice, idiot a jiní přeložil František Štěpánek; in: 1000 nejkrásnějších novel... č. 5. Praha: J. R. Vilímek, 1911